# Пономаренко Григорій Федорович
Григорій Федорович Пономаренко (*2 лютого 1921, Морівськ — †7 січня 1996, Російська Федерація) — український композитор на Кубані та в Російській Федерації, вимушено творив практично винятково російськомовний репертуар. Автор музики понад 5000 пісень, зокрема відомих у СССР хітів «Оренбургский пуховый платок» (вірш В. Бокова, 1959) та «А где мне взять такую песню» (вірш М. Агашиної, 1971). Більшість пісень позначено українським мелосом, або прямими запозиченнями з пісенної творчості станових козаків Гетьманщини.
У підлітковому віці зазнав терору голодом з боку комуністів, що змусило родину евакуюватися до міста Запоріжжя.

## Біографія
Народився в селі Морівськ поблизу Козельця на Чернігівщині, де ще не вщухали події з московськими окупантами. Походить із музично обдарованої родини, яка входила до козацького музичного цеху містечка Морівськ Чернігівської губернії (колишній Київський полк Гетьманщини).
Під час Голодомору 1932—1933 разом із батьками утік із Морівська до міста Запоріжжя, де був влаштований на випадкові роботи й тому уникнув загибелі. У 1938 забраний рядовим до московського війська, де працював у Ансамблі пісні й танців прикордонних військ НКВД СССР. Там був примушений до постійної співпраці з воєнними музичними групами.
З 1952 керував Вользьким народним хором, з 1972 жив на Кубані. Автор понад 5000 пісень, музики до кінофільмів «Мачеха» та «Безотцовщина». Більшість створених пісень носить відбиток традиційного українського мелосу, який покладений на російськомовні тексти. Це згодом сприяло гібридним впливам російської мас-культури в Україні та створювало передумови підміни україномовного репертуару масових пісень на російськомовний. Зокрема, в каноні українського мелосу написані так хіти комуністичної російської сцени як «Оренбургский пуховый платок» (вірш В. Бокова, 1959) та «А где мне взять такую песню» (вірш М. Агашиної, 1971).
Після відновлення державної незалежності України на батьківщину не повернувся. Загинув 1996 в автокатастрофі. Ім'я Г. Пономаренка носить Краснодарська філармонія в Російській Федерації.
Найвідоміші з пісень на музику Г. Ф. Пономаренка:
- «Ой, снег-снежок» (вірш В. Бокова), 1959
- «Оренбургский пуховый платок» (вірш В. Бокова), 1959
- «Растет в Волгограде березка» (вірш М. Агашина), 1961
- «Не жалею, не зову, не плачу» (вірш С. Єсєніна), 1964
- «Нарьян-Мар, мой Нарьян-Мар» (вірш І. І. Кашежевої), 1964
- Что было, то было" (вірш М. Агашина), 1965
- «Отговорила роща золотая» (вірш С. Єсєніна)
- «Подари мне платок» (вірш М. Агашина), 1971
- «А где мне взять такую песню» (вірш М. Агашиної), 1971
- «Тополя» (вірш Г. Колєснікова)
- «Я назову тебя зоренькой» (вірш В. Бокова)

Народний артист СРСР (1990).

## Родина
Одружений, мав четверо дітей, яким дав підкреслено українські імена — Богдан, Тарас, Марія, Олеся.